# Ragani
Ragani (nepalski: रगनी) – gaun wikas samiti we wschodniej części Nepalu w strefie Sagarmatha w dystrykcie Okhaldhunga. Według nepalskiego spisu powszechnego z 2001 roku liczył on 729 gospodarstw domowych i 3880 mieszkańców (1961 kobiet i 1919 mężczyzn).